# Инат, Кемаль
Кемаль Инат (тур. Kemal Inat; род. 1971) ― турецкий учёный, специалист в области турецкой внешней политики и международных отношений на Ближнем Востоке. Основатель и директор Института Ближнего Востока Университета Сакарья и заведующий кафедрой международных отношений Университета Сакарья. Член правления общественной организации «Центр образования и культуры Сакарья» 

## Ранние годы
Кемаль Инат получил степень бакалавра в области международных отношений в Университете Анкары в 1992 году и степень магистра ― в Университете Зигена в Германии в 1997 году. Был удостоен докторской степени в Зигене после защиты докторской диссертации под названием «Türkische Nahostpolitik am Anfang des 21. Jahrhunderts» (Ближневосточная политика Турции на заре XXI века) в 2000 году.

## Университет Сакарья
С 1997 года Инат является предподавателем факультета международных отношений Университета Сакарья. Он стал доцентом в 2006 году и профессором ― в 2011 году. С 2010 по 2013 год занимал должность председателя Института социальных наук при Университете Сакарья. В 2014 году он некоторое время занимал должность декана факультета экономических и административных наук. С 2015 года Инат является заведующим кафедрой международных отношений и председателем Института Ближнего Востока.

## Академические исследования
Кемаль Инат опубликовал множество статей по ближневосточной политике и турецкой внешней политике на турецком языке. Он является редактором и основным автором издания «Ortadoğu Yıllığı» (Ежегодник по Ближнему Востоку), публикуемого с 2005 года. Он также является редактором Türk Dış Politikası Yıllığı (Ежегодник турецкой внешней политики), который публикуется с 2009 года издательством SETA. В дополнение к этому, многочисленные научные статьи Инат были опубликованы в национальных и международных рецензируемых журналах, в том числе в Finanspolitik & Ekonomik Yorumlar, Bilgi и Demokrasi Platformu. В настоящее время он читает лекции в качестве профессора и специализируется на ближневосточной политике, внешней политике Турции и международным конфликтам.
Его политические комментарии появились в турецких ежедневных газетах, таких как Star и Sabah.

## Политические взгляды
Кемаль Инат известен как сторонник создания наднациональной организации, подобной ЕС, для Ближнего Востока, возглавляемой Турцией и Ираном. Он сравнивает сотрудничество между Турциейи Ираном с сотрудничеством между Германией и Францией, результатом которого стало появление Европейского Союза. По словам Ината, только такая организация на Ближнем Востоке может положить конец конфликтам и войнам между государствами региона, как это сделал ЕС после Второй мировой войны.
Согласно Инату, Организация экономического сотрудничества выступает в качестве основной институциональной платформы, с помощью которой Турция и Иран могут увеличить свою экономическую взаимозависимость, что является первым этапом становления наднациональной организации, подобной ЕС, на Ближнем Востоке. По его мнению, однако, существующего объема торговли между двумя странами, который в 2011 году составил 16 миллиардов долларов, недостаточно, чтобы констатировать экономическую взаимозависимость между Ираном и Турцией.
Поскольку иностранные интервенции оказались неправильным решением региональных конфликтов, единственным способом их решения является возвышение региональных держав. Учитывая их экономические возможности и отношения, ни одна из стран Ближнего Востока не может считаться региональной державой. Если Турция и Иран, по Инату, смогут увеличить свою экономическую взаимозависимость, они станут достаточно сильными и способными положить конец конфликтам в регионе.

## Избранные публикации
- Dünya Çatışmaları, 2 Volumes, (в соавторстве с Burhanettin Duran и Muhittin Ataman) (Ankara: Nobel Yayınları, 2010) (in Turkish)
- Foreign Policy in the Greater Middle East: Central Middle Eastern Countries, (with Wolfgang Gieler) (Berlin: WVB-Wissenschaftlicher Verlag Berlin, 2005)
- “Türkische Aussenpolitik zwischen Europa und Amerika”, Blätter für deutsche und internationale Politik, Oktober 2005: 1237-1241
- "Alman Dış Politikası’nın Temel Belirleyicileri: Tarih, Ekonomi ve Güvenlik", Finanspolitik ve Ekonomik Yorumlar, 48(556), 2011: 45-55.[8]
- "Economic Relations between Turkey and Germany", Insight Turkey, Vol. 18, No. 1, 2016, pp. 21–35.